# Autoroute A 4
Die Autoroute A 4, auch als Autoroute de l’Est ‚Ostautobahn‘ bezeichnet, ist mit insgesamt 482 km nach der A 10 und der A 89 die drittlängste französische Autobahn. Sie verläuft von Paris über Reims und Metz nach Straßburg und ist Teil zweier Europastraßen.
Von Paris bis Freyming-Merlebach ist sie identisch mit der Europastraße E 50, die über die 15 km lange A 320 am Grenzübergang Goldene Bremm bei Saarbrücken in die deutsche A 6 übergeht, und von Metz bis Straßburg identisch mit der E 25.
Sie wird von der SANEF bewirtschaftet und ist zum größten Teil mautpflichtig. Aus Richtung Paris (Boulevard périphérique) bis Ausfahrt Marne-la-Vallée/Val d’Europe sowie von Straßburg bis zum Autobahndreieck, an dem die A 340 nach Haguenau abzweigt, ist die Autobahn mautfrei.

## Geschichte
Die Strecke zwischen Metz und Merlebach wurde 1971 als A 32 fertiggestellt. Das Teilstück zwischen Straßburg und Mundolsheim wurde 1972 als A 34 eröffnet und 1976 bis Merlebach verlängert. Im Jahre 1982 wurden beide Autobahnen in die zwischen 1970 und 1976 zwischen Paris und Metz errichtete A 4 integriert. Am 23. November 2010 wurde die neue Südumgehung von Reims eröffnet, auf die die A 4 verlegt wurde. Ein Teil der alten Stadtdurchfahrt ist seitdem Teil der A 34 bzw. wurde in A 344 umbenannt.

## Trivia
Zwischen den Streckenkilometern 181 und 209 ist beiderseits der Autobahn auf den Böschungen eine Installation aus mehrfarbigen Beton-Elementen in einfachen geometrischen Formen angebracht. Diese wurde 1974 von dem französischen Maler und Bildhauer Guy de Rougemont, Mitglied der Académie des Beaux-Arts, im Auftrag der Betreibergesellschaft entworfen. Sie soll die Konzentration der Fahrer auf der ansonsten sehr eintönigen Strecke zwischen Verdun und Châlons-en-Champagne (damals Châlons-sur-Marne) verbessern.